# LIONS MAGAZINE
LIONS MAGAZINE（ライオンズマガジン）は、プロ野球・パシフィック・リーグの埼玉西武ライオンズのファン向けの雑誌（月刊）である。球団運営会社の株式会社西武ライオンズが発行していた。2013年-2014年は埼玉西武ライオンズ情報のフリーペーパーであった。2024年11月23日発売の12月号を以って休刊。

## 概要

### 2013年・2014年
- 2013年4月8日発行開始[2][3]、埼玉西武ライオンズの選手へのインタビューやライオンズのホームスタジアム・西武ドームでのイベント･グルメ･チケット情報などで構成されている。
- 配布場所は一部を除く西武鉄道各駅及びライオンズストア。西武ドームに併設されている「ライオンズストア フラッグス」は除く。
- 埼玉西武ライオンズ公式サイトにてPDF版をダウンロードすることが出来た。

### 2015年
- 2015年からはそれまでライオンズの季刊誌として発行されていたLismと統合され[4]、月刊誌として新創刊された。
- 販売場所はライオンズストア、西武ドーム前広場特設ブースであり、一般書店等での販売はない。Lismの販売体制と同じ。

## 仕様

### 2013年・2014年
- A4判
- オールカラー全16ページ

### 2015年
- A4判
- オールカラー全32ページ

## 主な内容

### 2013年・2014年
- 選手インタビュー
- イベント情報
- 球団インフォメーション

### 2015年
- 選手特集
- 獅子交遊録
- MONTHLY ガチ！マジ！DATA FILE
- LIONS ALL PLAYER’S ALBUM
- LIONS NEWS

など